# Tana Ramsay
Cayetana Elizabeth Ramsay, ogift Hutchenson, född 23 augusti 1974 i Croydon, London, är en brittisk kokboksförfattare och TV-profil. Hon är sedan 1996 gift med kocken Gordon Ramsay.